# 伊知地寧次郎
伊知地 寧次郎（いちぢ やすじろう、1896年8月8日 - 1967年11月6日）は、日本の実業家。

## 人物・来歴
福岡県出身。1915年福岡県立中学修猷館を経て、1922年慶應義塾大学部理財科（現・経済学部）卒業。
大同電力に入社。天竜川電力、矢作水力、矢作工業、昭和曹達の各理事を歴任。1943年7月鶴見曹達専務、1948年日東味の精社長、1952年2月東亞合成化学工業常務、1954年東北化学工業社長を経て、1958年鶴見曹達および東亞合成化学工業の社長に就任する。
1959年矢作製作所取締役、1960年寺岡製作所会長、1963年日本アクリル化学社長、東海興業監査役も務めた。
1964年藍綬褒章受章、1966年勲三等に叙せられる。